# シンガポール日本人学校
シンガポール日本人学校（シンガポールにほんじんがっこう、英語：Singapore Japanese School）は、シンガポール共和国にある日本人学校。

## 概要
日本国政府の海外子女教育施策に基づき、シンガポールの法令に基づいて認可された私立学校であり、小学部2校、中学部1校から成る。
- シンガポール日本人学校小学部クレメンティ校（Singapore Japanese Primary School Clementi Campus 通称：クレ校）
- シンガポール日本人学校小学部チャンギ校（Singapore Japanese Primary School Changi Campus 通称：チャンギ[児童のことはチャンギっ子]）
- シンガポール日本人学校中学部（Singapore Japanese Secondary School 通称：ジャパ中）

シンガポール共和国に在住していて、保護者の所属する日系の企業がシンガポール日本人会の会員（法人会員）、または保護者がシンガポール日本人会の会員（個人会員）でないと入学（編入）できない。日本国籍を持たない児童も、校長が授業に耐えうると認めた場合は入学が許可される。しかし、シンガポール国籍のみの児童の入学はシンガポール国内法により認められない。
3校舎合わせて2,000人を超える生徒・児童を擁し、世界の日本人学校の中でも最大規模を誇る。小学部はクレメンティ校とチャンギ校の2校舎に分かれている。1990年代には、3校舎合わせて最大で約2,200人の生徒・児童数を擁しており、世界最大規模の日本人学校であった。
生徒・児童の通学範囲が広いため、生徒・児童のうち学校近辺に住んでいる者以外の多くはスクールバスを利用して通学している。保護者が中心になって組織している協同組合がチャーターした複数台のバスが、それぞれのキャンパス発着で、日本人が多く在住する地域にバスストップを設けそれらを巡回するルートを定めて運行している。
教員は、学校長以下原則として日本の文部科学省から海外日本人学校への派遣教員として研修を受けた者が（長期研修の形で）3年の任期で派遣される。これ以外に、海外子女教育財団推薦の日本人教師が採用されており、現地採用の教員として英語を母語とする英会話教師を含む外国人教師や日本人教師が雇用されている。

## 沿革

### 年表
- 1912年 - ミドルロードに補修校ができる[2]。
- 1941年 - 第二次世界大戦のため閉鎖[2]。
- 1964年 - 国語と算数の補習授業開始。日本人学校設置への活動が活発化[2]。
- 1966年 - ダルベイエステート校に移り、シンガポール政府より私立学校として認可され日本人学校になる。教員3名、児童数27名[2]。
- 1968年 - 児童数増加によりスイスコテージ校へ移る。中学部の補習授業が開始[2]。
- 1969年 - 皇太子明仁親王・皇太子妃美智子（現上皇・上皇后）が来校。
- 1970年 - 中学部開校[2]。
- 1971年 - ウエストコースト校へ移る。家庭科室や図書室などの特別教室ができる。スクールバス開始[2]。
- 1976年 - クレメンティ校へ移る[2]。
- 1984年 - 中学部校舎がウエストコーストに完成し、小学校、中学校が分離される[2]。
- 1995年 - 小学部チャンギ校が一部開校、1～4年生までがクレメンティ校、5～6年生がチャンギ校に通う3校制になる[2]。 - ジョホール日本人学校（マレーシア）開校に伴いジョホール州の生徒・児童は転校。 - インドネシアのヘイズによってジャカルタ日本人学校の生徒・児童が一時的に転入。
- 1997年 - 永六輔がチャンギ校で講演。
- 1998年 - チャンギ校がすべて完成し学区制が敷かれる[2]。5日制が開始[2]。
- 2000年 - 常陸宮正仁親王が中学部に来校し、植樹。
- 2006年 - 天皇・皇后がシンガポールを訪問し、児童、教職員が出迎えた。チャンギ校のグラウンドが芝になる。
- 2016年 - 開校50周年記念式典をチャンギ校にて行われる。
- 2017年 - 中学部でグローバルクラスの開設。

## 教育方針
21世紀に生きる日本人として、「豊かな国際感覚をもち、世界の人々とつながろうとする人材の育成」であり、その達成に向かって次のような子ども像・教師像・学校像を追求する。
子ども像
- 自ら学び、考えるとともに自己実現を図ろうとする意欲をもった子
- 広い視野を持ち、異文化を尊重し、世界の人々とつながろうとする子
- 生命（いのち）の大切さを知り、すこやかな心と体を育む子

めざす教師像
- 子どもの良さを見つけ個性を伸ばそうとする教師
- 子どもの思いを大切にし、心響き合う教師
- 子どもと確かにつながり、共に成長する教師

めざす学校像
- 学ぶ楽しさ、分かる喜びを実感できる学校
- 豊かな心を育み、子どものすこやかな成長をはかる学校
- 保護者や地域の人々と協力し、共に歩む学校

この目的を実現するため、教育の柱を次のように定め、実践する。
- 「生きる力」を育むための基礎基本の徹底
- 英語教育の重視
- 現地理解教育と交流教育の推進
- IT教育の充実
- 家庭・地域との連携

## 授業内容
他の日本人学校と同様に日本の文部科学省が定める学習指導要領に則ったカリキュラムで授業が行われている。
小学部では1年時から週あたり5時限、英語を母語とする講師による英会話の授業が行われている。能力別クラスで通常、中学校から始まる英語の授業とは別に設けられる。外国人教員および日本人教員が授業を受け持つ。
中学部では週4時限の英会話に加え、家庭科、体育、音楽、美術の時間には英語を母語とする講師によるイマージョン授業が行われている。英会話は、週4時限とも通常授業が行われる。また、週1で学年ごとに異なる5,6教科から自分の好きな授業を受けることの出来る選択授業が行われる。
他にも小学部は社会科の時間で文部科学省が認可した教材以外で、特別な教材を使い、戦争も含めたシンガポールの歴史、経済、政治などを学ぶ授業が行われている。中学部は、総合的な学習の時間でシンガポールについての調べ学習や現地理解学習を行う。

### 修学旅行
小学部の修学旅行はクアラルンプールを訪れる。中学部の課外学習はシンガポール島内、ジョホールバルを訪れる(1年生)
修学旅行はバリ島を訪れる。(2年生)

### グローバルクラス
中学部は2017年度よりグローバルクラスを開設した。目的は、シンガポール日本人学校の教育理念「21世紀に生きる日本人として、豊かな国際感覚を持ち、世界の人々とつながろうとする人材の育成」を高いレベルで生徒たちに体験させてもらうためだ。教育内容は、本校特有のイマージョン授業に加え、イマージョン学級、英語で授業（数学と理科は外国人教師が英語で授業）、そして国際教養ゼミである。イマージョン学級は外国人教員と日本人教員の各1名ずつが担任を務め、学級活動や生徒の司会、発表も英語で行う、より英語を使う学校生活が送られる。また、数学と理科の英語での授業は英語と日本語教員1名ずつが担当し、週3回英語で授業が行われ、週1回日本語で日本の学習指導要領に沿った授業が行われる。また、テストも日英の両言語で行われる。その結果、他のイマージョン授業、英語の時間を含め、週18時間もの英語の授業がある。また、この英語授業において、高い水準の資格の取得も目指している。特に、TOEFLジュニア・iBTを全員受験したり、中学2年で、全員CEFR-B1以上の取得を目指す。また、特別授業である、国際教養ゼミは、週1回である特別授業で、思考力と発信力を鍛え自国・他国の文化を理解し、探求活動・論理力講座・特別講座を通して世界の諸問題に自分の意見が持てる、という願いが込められている。グローバルクラスは全学年対象である。

## 学校生活
昼食は弁当持参が基本だが、不可能な場合は朝登校後に業者に日替わり弁当を注文することができる。当初は「9ドル弁当」と呼ばれる量の多いものだけであったが、食べきれない者のために「5ドル弁当」も注文可能となった。（2019年6月現在、6ドル弁当と8ドル弁当が定食、4ドルのおにぎり2個セット＋おかずもある。また、3ドルでポテサラコロッケ1個と唐揚げのおかずセット、2ドルでおにぎり1つ。1ドル追加でご飯の大もりができる。）※業者の会社によっては価格及び品物の変更有り。
日本の学校と同じようにクラブ活動が行われる。朝練はなく、基本火曜日・水曜日・木曜日の放課後のみある。中学部の2019年度の部活状況は、男子・女子バスケットボール/女子バレーボール/卓球/テニス/野球/サッカー/バドミントン/陸上/軽音楽/ダンス/吹奏楽がある。また、男子・女子バスケットボール部は半年に1回のペースで隣校の早稲田渋谷シンガポール校と交流試合、ダンス部は同じく早稲田渋谷シンガポール校と交流練習、野球部はシンガポールのローカル校と2〜3ヶ月に1度交流試合が行われる。軽音楽部、ダンス部、吹奏楽部は、1年間に2回ほど発表をする（文化発表会、スプリングコンサート）。

## 校舎

### 小学部クレメンティ校

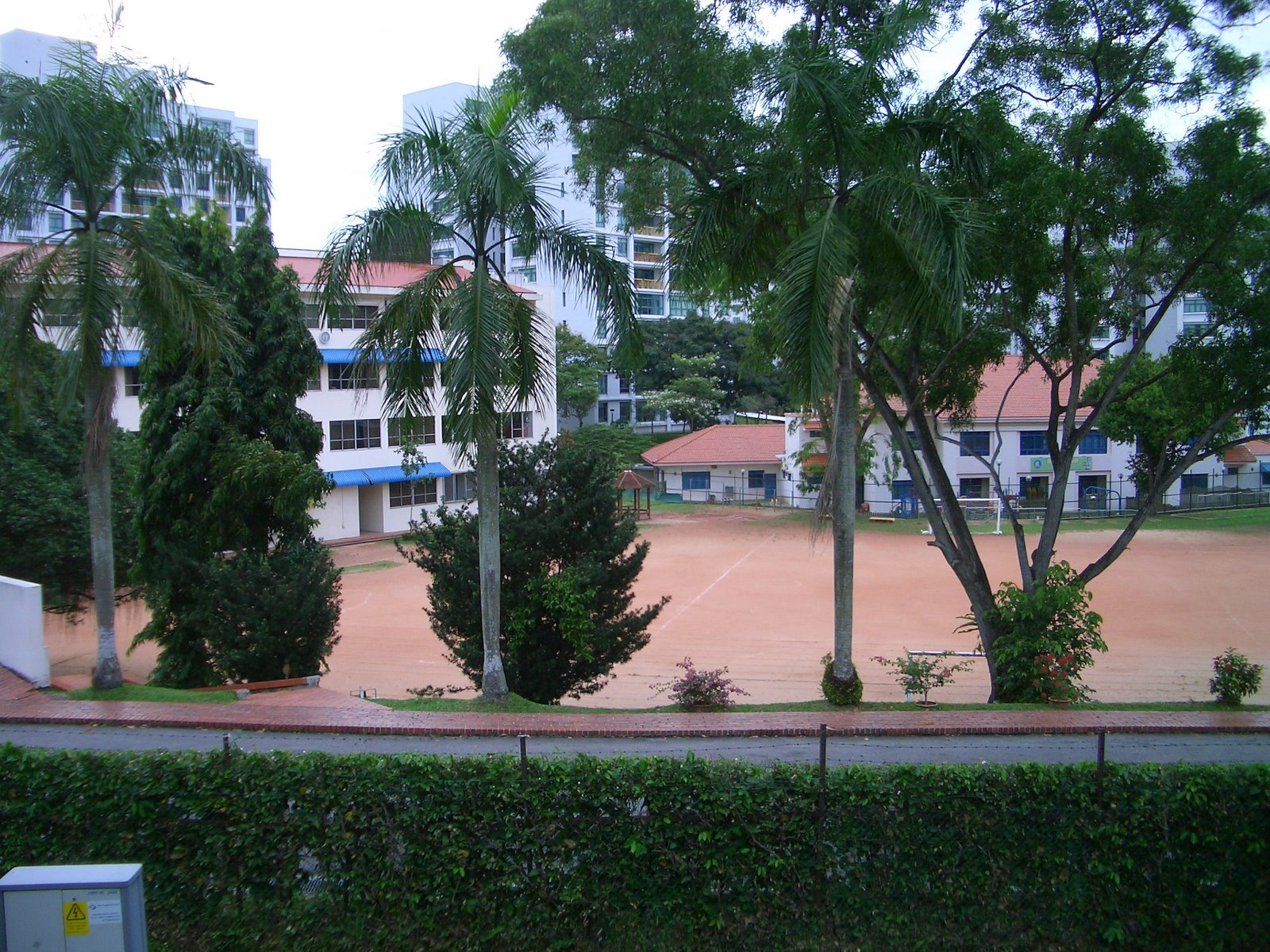
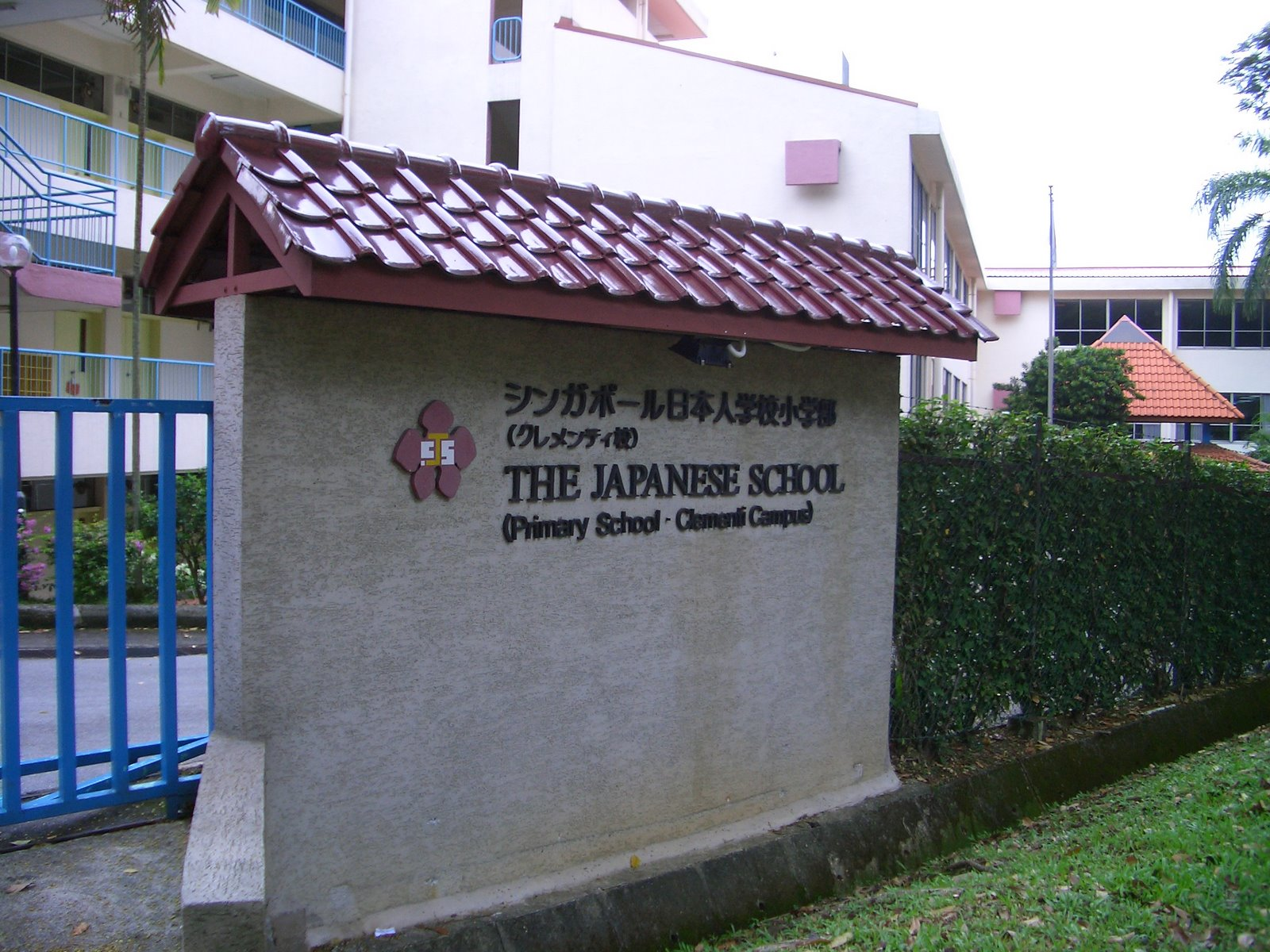

シンガポール国立大学に隣接している。

### 小学部チャンギ校
1995年に一部完成したキャンパス。一部完成後3年間は5,6年生のみのキャンパスとして活用されていた。増築が進み、3年後には1年生から6年生の通う一つの小学校として活用されるようになった。チャンギ国際空港の近くに位置しており、飛行機の離着陸に伴う騒音のため窓が2重になっている。

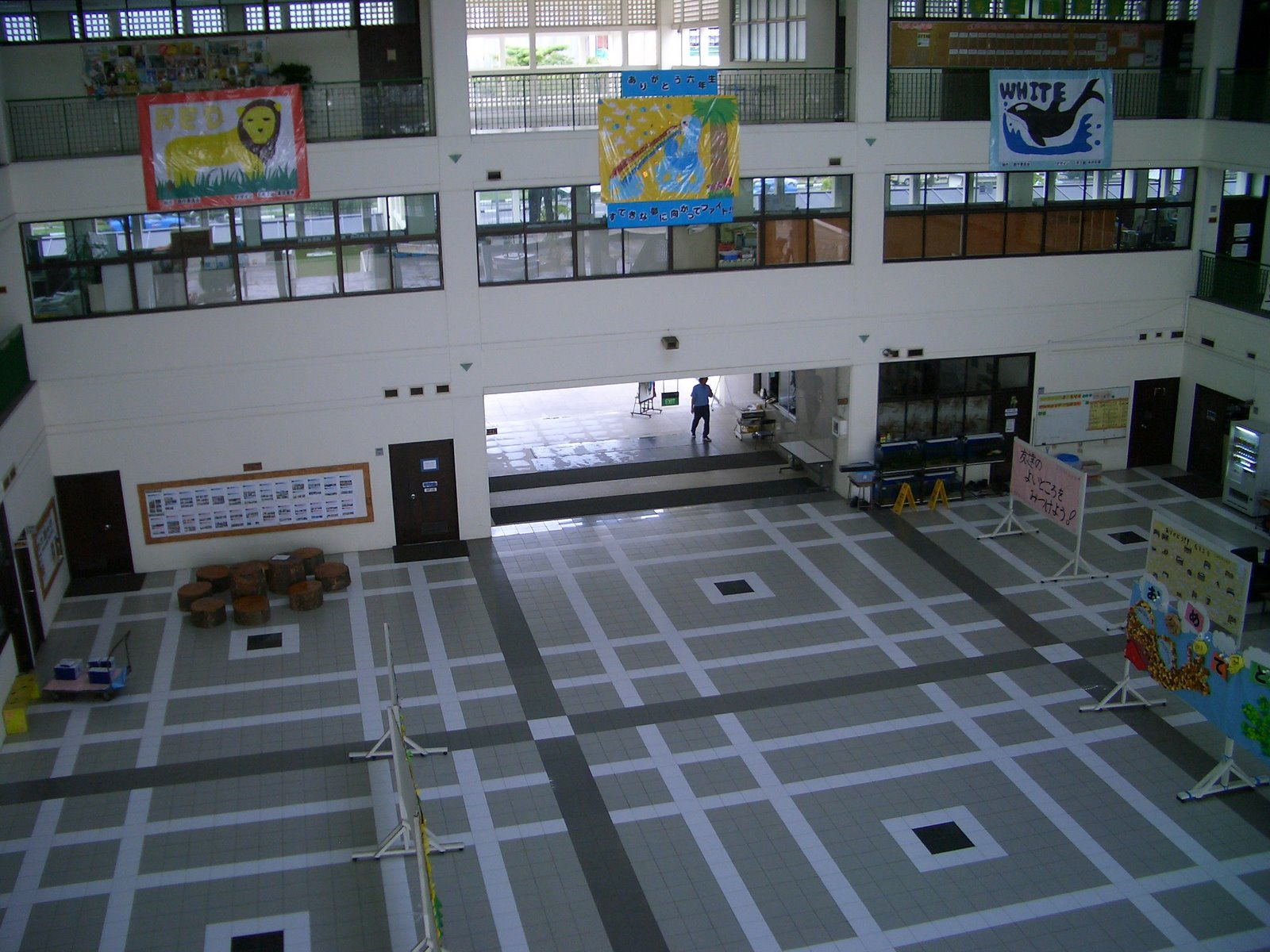
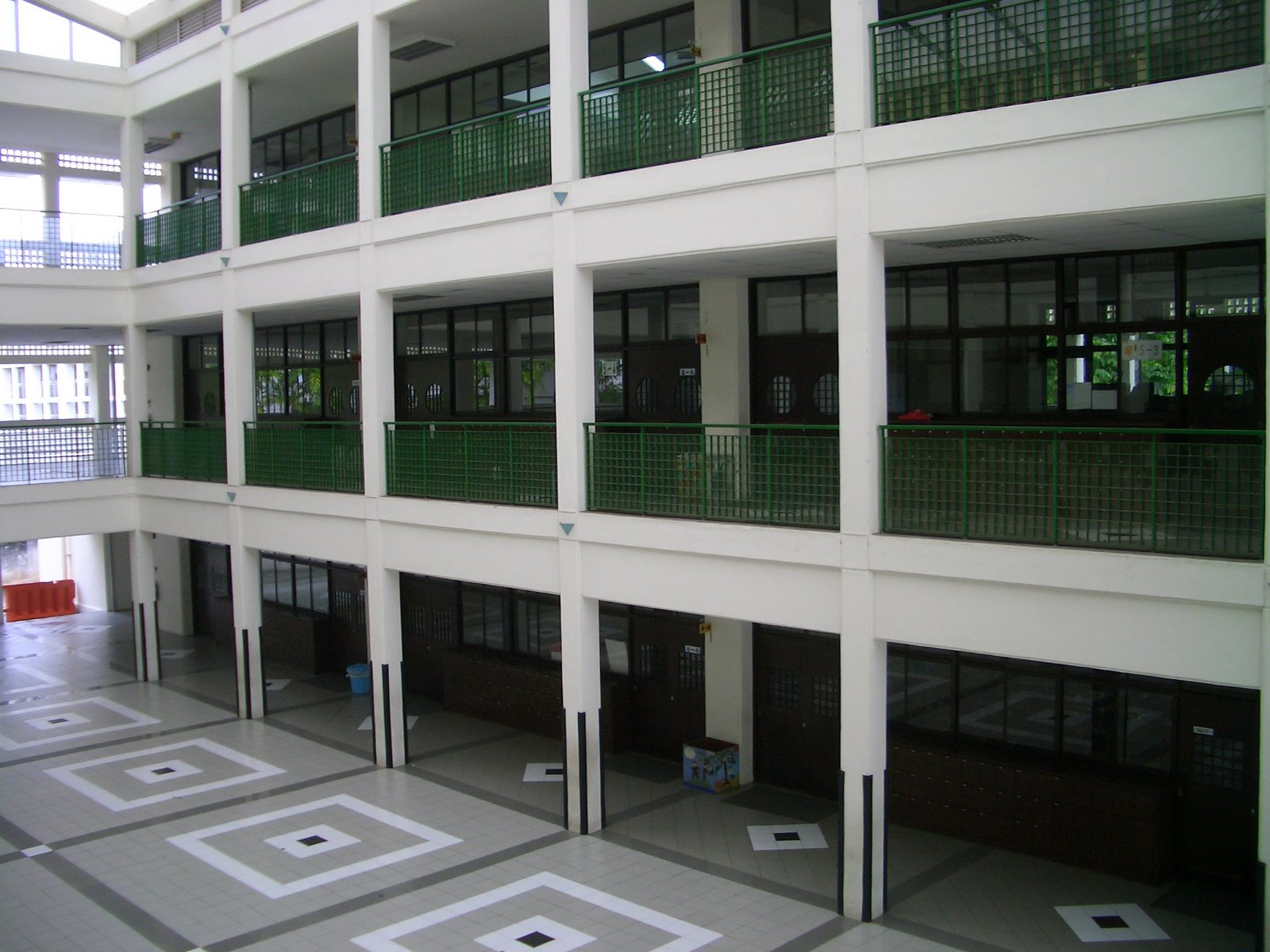
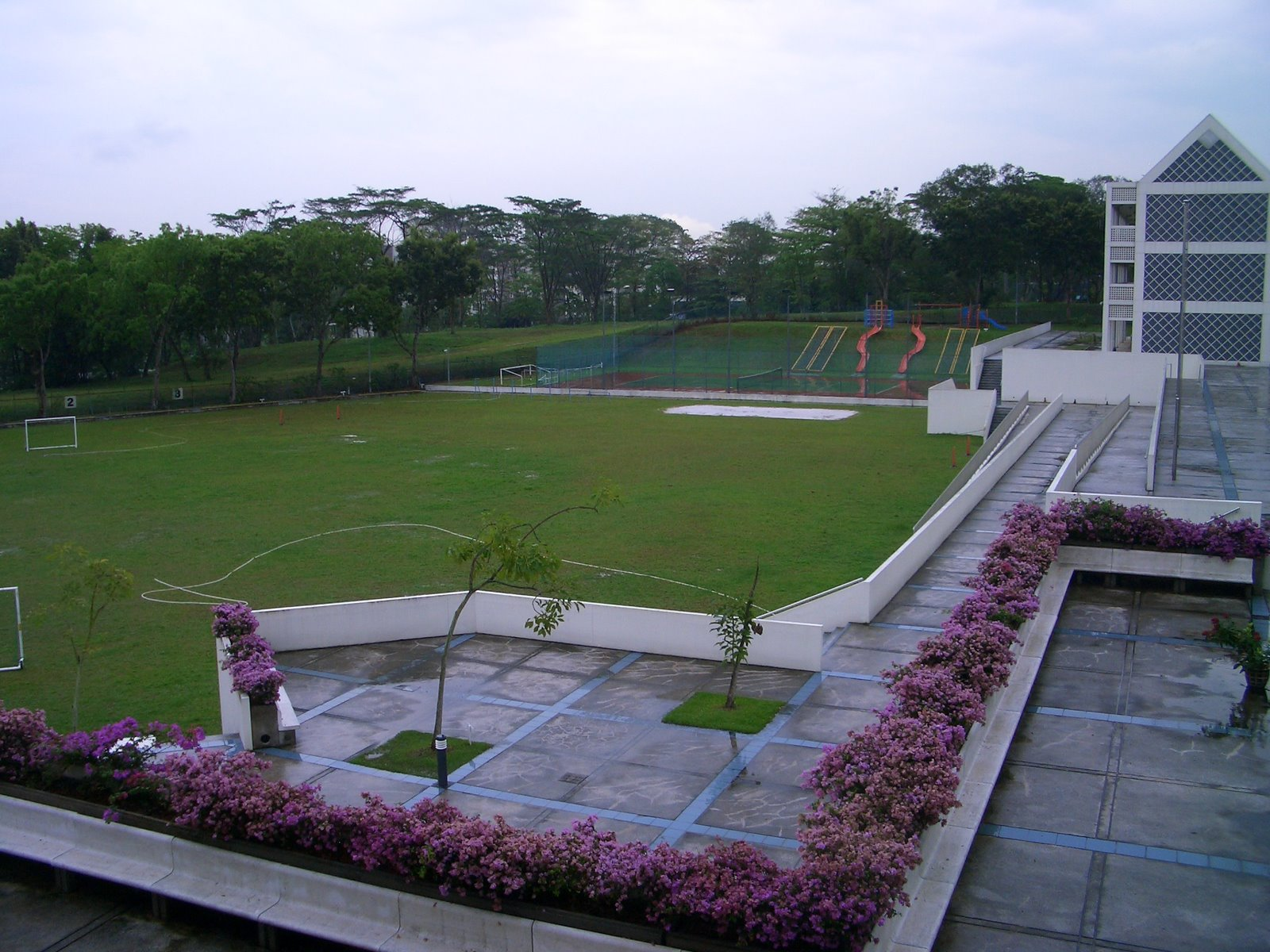
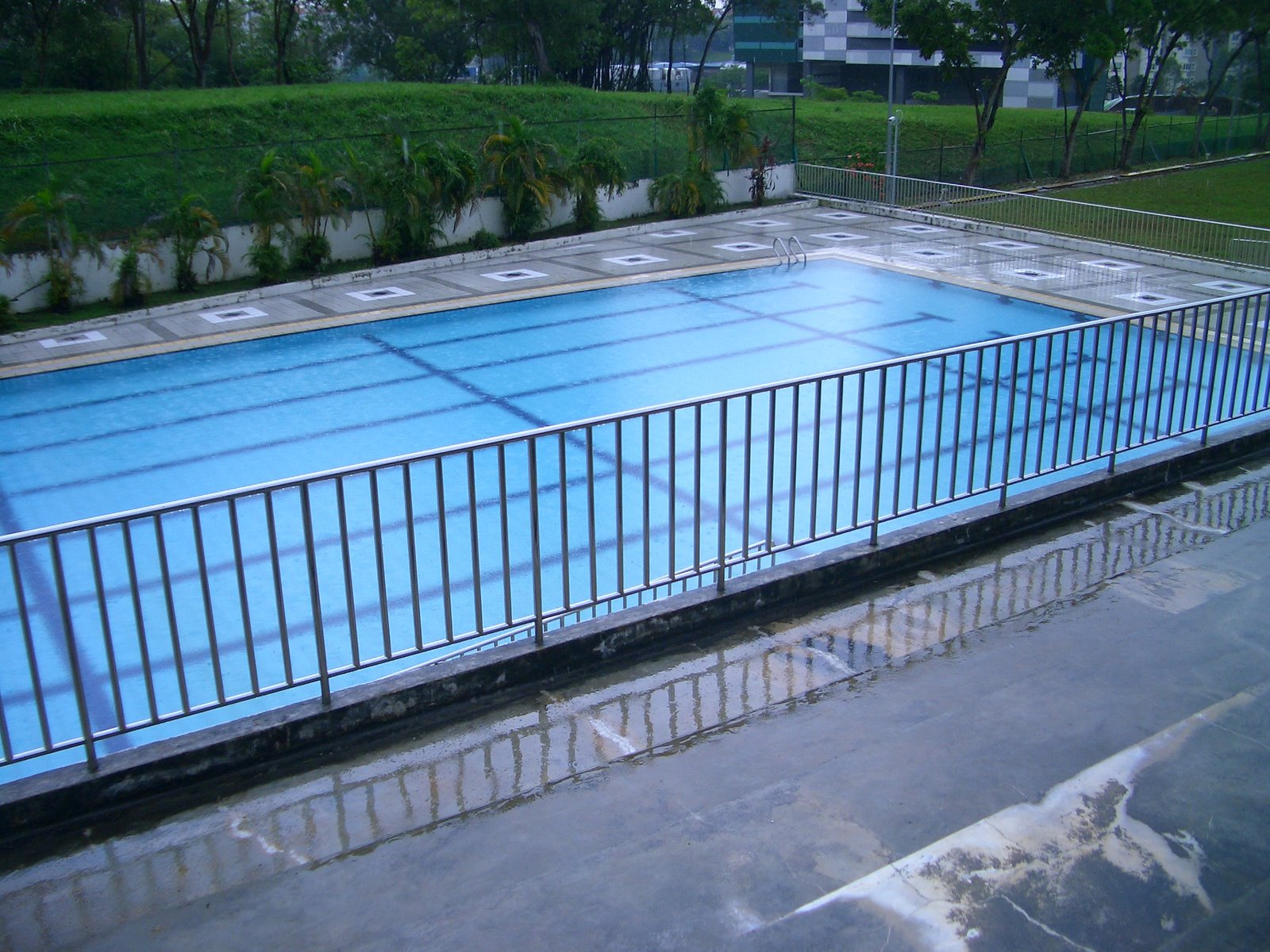

### 中学部
シンガポール日本人幼稚園に隣接している。2019年度の体育祭がクレメンティ校で行われる。9月には文化祭が開かれ、合唱コンクールは午前中に校舎内の体育館で行われ、午後には文化発表会がある。プールは、存在したが2016年度夏休み期間中に取り壊され、跡地にテニスコートができた。

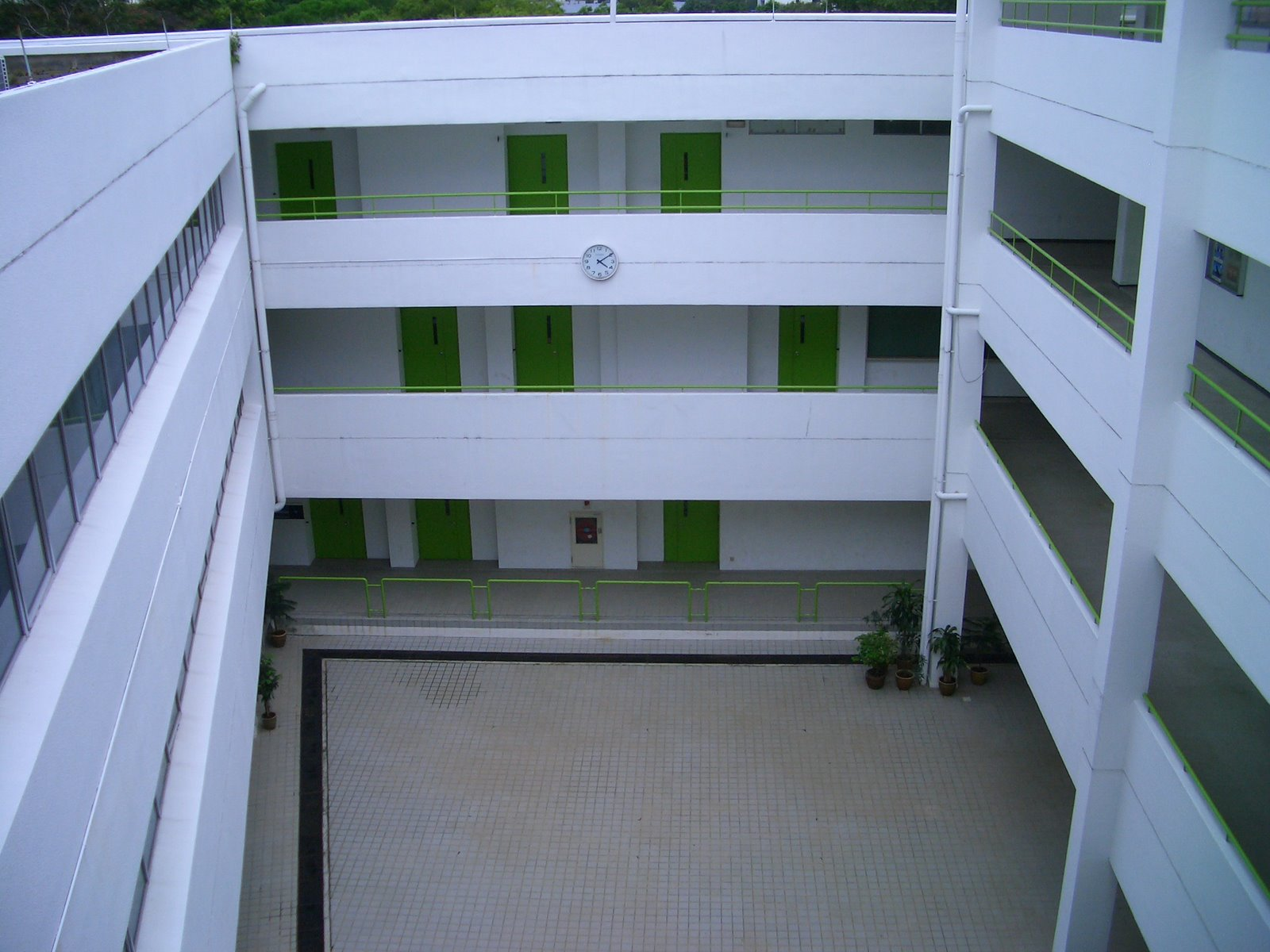
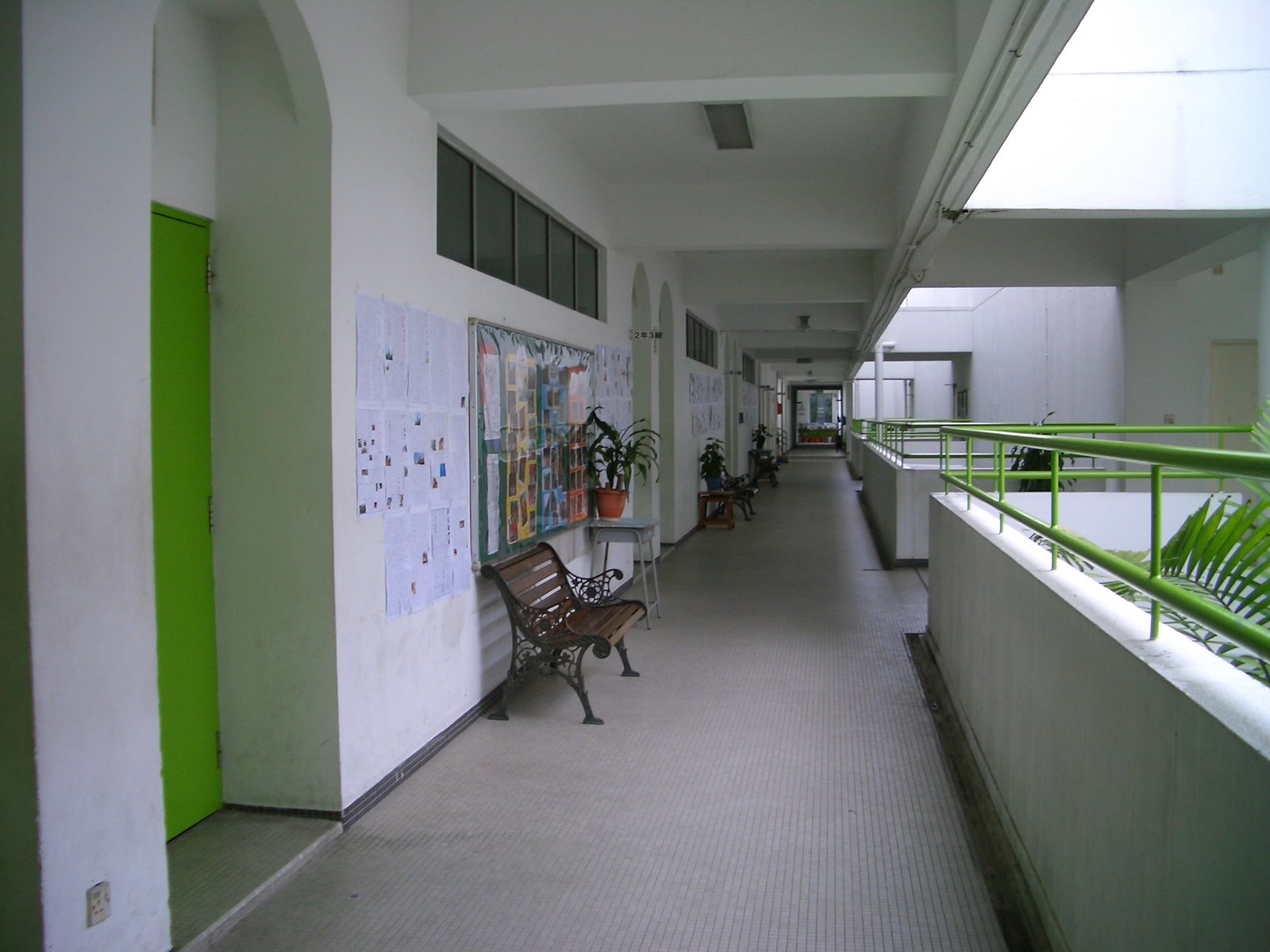
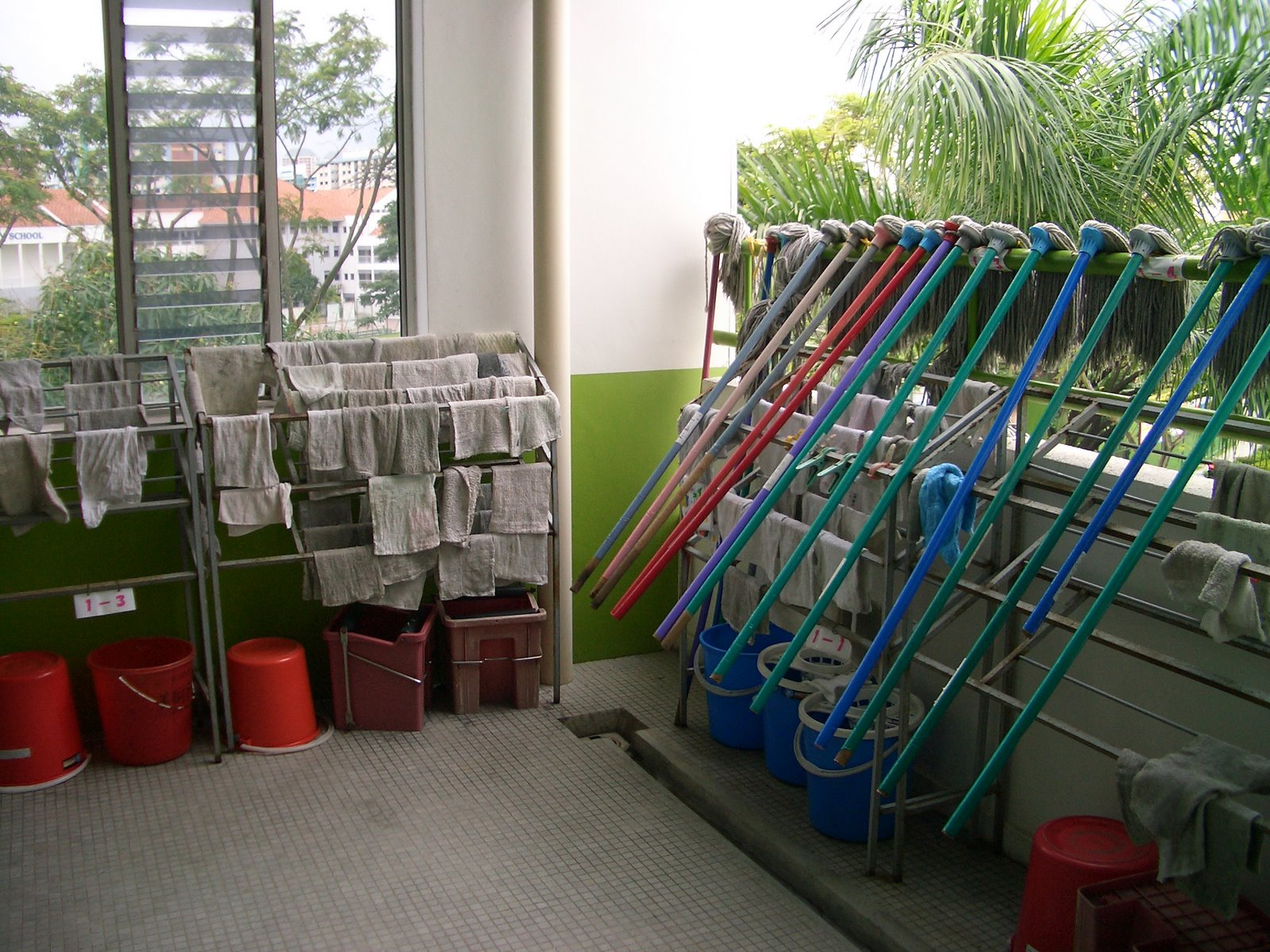
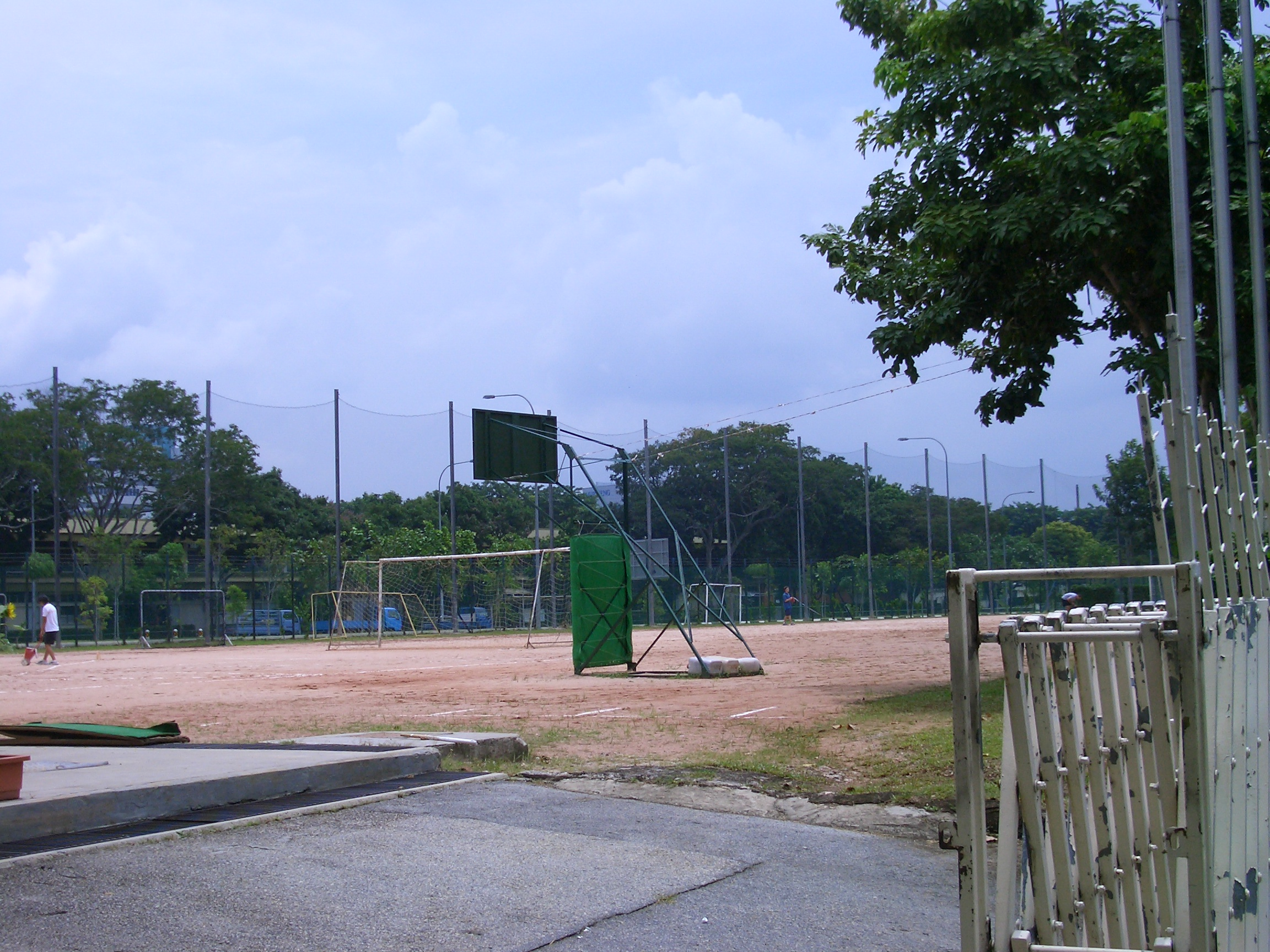

## 著名なOB・OG
- 岡本果奈美[3] - グラビアアイドル
- 香椎由宇[4] - 女優、ファッションモデル。本名、小田切（旧姓香椎） 悠子（おだぎり ゆうこ）。ホリプロ所属。
- 小島慶子[5][出典無効][6][出典無効] - エッセイスト、元TBSアナウンサー。